# زورق حربي

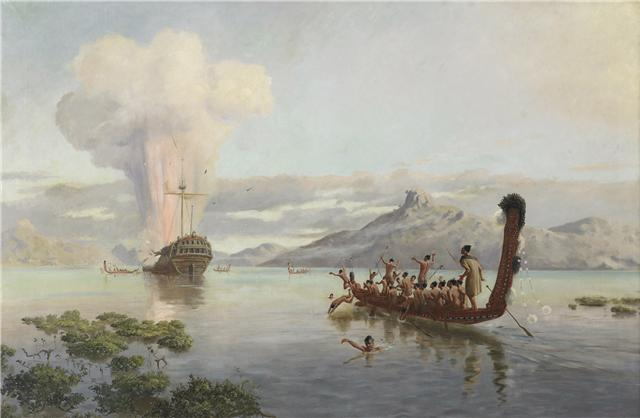
واكا ماوري خلال مذبحة بويد

الزورق الحربي هو مركب مائي من نوع زوارق الكانو مصمم ومجهز للحرب، وهو موجود بأشكال مختلفة في العديد من ثقافات العالم.  في العصر الحديث ، أصبحت مثل هذه التصاميم مهيأة كرياضة، ويمكن أن تعني «الزورق الحربي» نوعًا من زوارق السباق في المياه المسطحة.

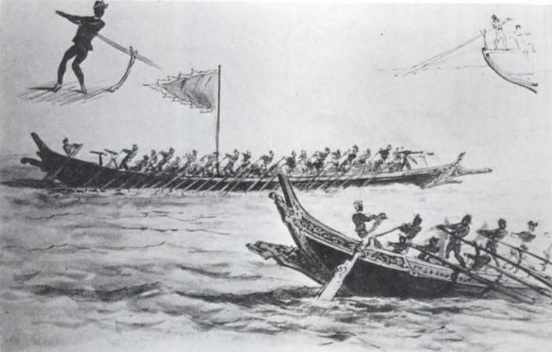
توضيح من القرن 19 يظهر زورقاً حربياً فلبينياً امن الزوارق التي استخدمها الإران والبنكنكيون القراصنة للصعود على السفن ومداهمة المستوطنات الساحلية